# Pomadasys
Pomadasys is een geslacht in de familie Haemulidae, orde Baarsachtigen (Perciformes). Het geslacht kent 36 soorten.

## Soorten
- Pomadasys aheneus McKay & Randall, 1995
- Pomadasys andamanensis McKay & Satapoomin, 1994
- Pomadasys argenteus Forsskål, 1775
- Pomadasys argyreus Valenciennes, 1833
- Pomadasys auritus Cuvier, 1830
- Pomadasys bayanus Jordan & Evermann, 1898
- Pomadasys bipunctatus Kner, 1898
- Pomadasys branickii Steindachner, 1879
- Pomadasys commersonnii Lacepède, 1801
- Pomadasys corvinaeformis Steindachner, 1868
- Pomadasys crocro Cuvier, 1830
- Pomadasys empherus Bussing, 1993
- Pomadasys furcatus Bloch & Schneider, 1801
- Pomadasys guoraca Cuvier, 1829
- Pomadasys incisus Bowdich, 1825
- Pomadasys jubelini Cuvier, 1830
- Pomadasys kaakan Cuvier, 1830
- Pomadasys laurentino Smith, 1953
- Pomadasys macracanthus Günther, 1864
- Pomadasys maculatus Bloch, 1793
- Pomadasys multimaculatus Playfair, 1867
- Pomadasys nitidus Steindachner, 1869
- Pomadasys olivaceus Day, 1875
- Pomadasys panamensis Steindachner, 1876
- Pomadasys perotaei Cuvier, 1830
- Pomadasys punctulatus Rüppell, 1838
- Pomadasys quadrilineatus Shen & Lin, 1984
- Pomadasys rogerii Cuvier, 1830
- Pomadasys schyrii Steindachner, 1900
- Pomadasys striatus Gilchrist & Thompson, 1908
- Pomadasys stridens Forsskål, 1775
- Pomadasys suillus Valenciennes, 1833
- Pomadasys taeniatus McKay & Randall, 1995
- Pomadasys trifasciatus Fowler, 1937
- Pomadasys unimaculatus Tian, 1982